# Stor-Umtjärnen
Stor-Umtjärnen är en sjö i Vindelns kommun i Västerbotten och ingår i Sävaråns huvudavrinningsområde. Sjön har en area på 0,0895 kvadratkilometer och ligger 253,1 meter över havet.

## Delavrinningsområde
Stor-Umtjärnen ingår i det delavrinningsområde (716001-169846) som SMHI kallar för Utloppet av Lill-Granöträsket. Medelhöjden är 254 meter över havet och ytan är 5,83 kvadratkilometer. Räknas de 2 avrinningsområdena uppströms in blir den ackumulerade arean 13,93 kvadratkilometer. Norsån som avvattnar avrinningsområdet har biflödesordning 2, vilket innebär att vattnet flödar genom totalt 2 vattendrag innan det når havet efter 99 kilometer. Avrinningsområdet består mestadels av skog (78 procent). Avrinningsområdet har 0,82 kvadratkilometer vattenytor vilket ger det en sjöprocent på 14,1 procent.